# Lüzhi
Lüzhi (kinesiska: 绿汁, 绿汁镇) är en köping i Kina. Den ligger i provinsen Yunnan, i den sydvästra delen av landet, omkring 85 kilometer sydväst om provinshuvudstaden Kunming. Antalet invånare är 16 410. Befolkningen består av 7 913 kvinnor och 8 497 män. Barn under 15 år utgör 16,0 %, vuxna 15-64 år 72 %, och äldre över 65 år 11,0 %.
Genomsnittlig årsnederbörd är 912 millimeter. Den regnigaste månaden är juni, med i genomsnitt 182 mm nederbörd, och den torraste är februari, med 9 mm nederbörd.